# 自励系
微分方程式論または力学系理論において自励系（じれいけい、英語: Autonomous system）とは、独立変数を陽に含まない常微分方程式である。自律系（じりつけい）とも呼ぶ。逆に独立変数を陽に含む常微分方程式は、非自励系または非自律系と呼ばれる。独立変数を t とし、従属変数を x とすれば、自励系は
{\displaystyle {\frac {d{\boldsymbol {x}}}{dt}}=f({\boldsymbol {x}})}
で表され、非自励系は
{\displaystyle {\frac {d{\boldsymbol {x}}}{dt}}=f(t,\ {\boldsymbol {x}})}
で表される。
自励系は、その解の引数（独立変数）を一定値平行移動させたものもまた解になるという一般的性質を持つのに対し、非自励系ではこの性質は一般に成り立たない。自励系の相空間上の軌道は、他の軌道や自身と交わることはない。

## 定義
独立変数を t ∈ ℝ とし、n 個の従属変数 (x1, x2, …, xn) ∈ ℝn に関する一般な1階連立常微分方程式を、正規形で
{\displaystyle {\begin{cases}{\dfrac {dx_{1}}{dt}}=f_{1}(t,\ x_{1},\ x_{2},\cdots ,\ x_{n})\\{\dfrac {dx_{2}}{dt}}=f_{2}(t,\ x_{1},\ x_{2},\cdots ,\ x_{n})\\\vdots \\{\dfrac {dx_{n}}{dt}}=f_{n}(t,\ x_{1},\ x_{2},\cdots ,\ x_{n})\\\end{cases}}}
と表す。これをベクトル記号でひとまとめに表すと、次のようになる。
{\displaystyle {\frac {d{\boldsymbol {x}}}{dt}}=f(t,\ {\boldsymbol {x}})}
ここで、
{\displaystyle {\boldsymbol {x}}=(x_{1},\ x_{2},\cdots ,\ x_{n})^{\top }}
{\displaystyle {\frac {d{\boldsymbol {x}}}{dt}}=\left({\dfrac {dx_{1}}{dt}},\ {\dfrac {dx_{2}}{dt}},\cdots ,{\dfrac {dx_{n}}{dt}}\right)^{\top }}
{\displaystyle f=(f_{1},\ f_{2},\cdots ,\ f_{n})^{\top }}
であり、右肩の ⊤ は転置行列を意味する。力学系分野では、独立変数 t を時間とみなす。
このような微分方程式系において右辺の函数 f が引数として t を含まないとき、すなわち、ある微分方程式系が
{\displaystyle {\frac {d{\boldsymbol {x}}}{dt}}=f({\boldsymbol {x}})}
で与えられるとき、この微分方程式系を自励系または自律系と呼ぶ。あるいは、このような系を自励的であるという。例えば、ローレンツ方程式
{\displaystyle {\begin{cases}{\dfrac {dx}{dt}}=-\sigma (x-y)\\{\dfrac {dy}{dt}}=-y-xz+rx\\{\dfrac {dz}{dt}}=xy-bz\end{cases}}}
は 3 次元の自励系の例である。
逆に、微分方程式系において右辺の函数 f が引数として t を含むとき、すなわち、ある微分方程式系が
{\displaystyle {\frac {d{\boldsymbol {x}}}{dt}}=f(t,\ {\boldsymbol {x}})}
で与えられるとき、この微分方程式系を非自励系または非自律系と呼ぶ。あるいは、このような系を非自励的であるという。例えば、ダフィング方程式
{\displaystyle {\begin{cases}{\dfrac {dx}{dt}}=v\\{\dfrac {dv}{dt}}=-\omega x+\epsilon x^{3}-\gamma v+B\sin \Omega t\end{cases}}}
は 2 次元の非自励系の例である。
1 階連立微分方程式に限らずに、n 階の微分方程式
{\displaystyle f\left(t,x,{\frac {dx}{dt}},\cdots ,{\frac {d^{n}x}{dt^{n}}}\right)=0}
においても、方程式に独立変数 t が陽に含まれないものを自励系、t が陽に含まれるものを非自励系と呼ぶ。任意の 1 変数の n 階微分方程式は、n 変数の 1 階連立微分方程式に一般的に変換できる。
自励系という言葉は、振動学の自励振動に由来するが、自励系は自励振動を起こす系をとくに意味するわけではない。振動学における自励振動は時間（独立変数）t を含む強制項が存在しない方程式で記述されるため、それに関連して上記の種類の微分方程式が自励系と呼ばれるようになった。 

## 性質
自励系で成立する基本的定理が、独立変数 t を一定値ずらした解もまた解となる点である。解 x を t の函数として x(t) と表す。自励系の微分方程式系
{\displaystyle {\frac {d{\boldsymbol {x}}(t)}{dt}}=f({\boldsymbol {x}}(t))}
は、任意の定数 c ∈ ℝ を t に加えた解 x(t + c) についても、
{\displaystyle {\frac {d{\boldsymbol {x}}(t+c)}{dt}}=f({\boldsymbol {x}}(t+c))}
が満たされる。この性質は非自励系では成り立たず、x(t) がある非自励系の解であったとしても、x(t + c) は一般に解にならない。この性質が、自励系と非自励系の本質的な違いといえる。

自励系ローレンツ方程式の相空間 (x, y z) 上の軌道の例

従属変数 (x1, x2, …, xn) の組でつくられる空間を、力学系分野では相空間という。相空間上に描くことができる、解を表す曲線を軌道という。自励系の軌道の接ベクトルは、与えられた微分方程式（系）のベクトル f(x) と等しい。
x(t) に対して x(t + c) も解になるという性質から、自励系の軌道は相空間上で交わらないという性質が導かれる。別の言い方をすると、自励系の2つの軌道がある点 x0 を共に通るならば、それら2つの軌道は同一の軌道である。x0 を通る軌道の形は、x0 を通る時刻 t の値に無関係に決まる。また、自励系の軌道が、自身と交わることもない。非自励系にこのような一般的性質はなく、相空間上で2つの軌道が交わったり、ある軌道が異なる時刻で自身と交わることがありえる。また、非自励系の軌道の形は、初期値 x0 だけでなく、初期時刻 t0 の値にも依存して決まる。
もし自励系がハミルトン系であれば、各軌道に沿ってハミルトニアンは一定となる。すなわち、2n 個の従属変数
{\displaystyle {\boldsymbol {q}}=(q_{1},\ q_{2},\cdots ,\ q_{n})}
{\displaystyle {\boldsymbol {p}}=(p_{1},\ p_{2},\cdots ,\ p_{n})}
に対して実数値関数 H(q, p) を定義し、これらが正準方程式
{\displaystyle {\dfrac {dq_{i}}{dt}}={\dfrac {\partial H({\boldsymbol {q}},\ {\boldsymbol {p}})}{\partial p_{i}}},\ {\dfrac {dp_{i}}{dt}}=-{\dfrac {\partial H({\boldsymbol {q}},\ {\boldsymbol {p}})}{\partial q_{i}}},\ (i=1,2,\cdots n)}
を構成するとき、ハミルトニアン H(q, p) の値は任意の解（軌道）に沿って一定である。

## 自励系への変換

非自励系ダフィング方程式のある軌道を相空間 (x, v) 上および拡大相空間 (x, v, t) 上で見た例

任意の n 次元の非自励系は、n + 1 番目の従属変数として xn+1 := t を導入することで、n + 1 次元の自励系に機械的に変換できる。すなわち、非自励系
{\displaystyle {\begin{cases}{\dfrac {dx_{1}}{dt}}=f_{1}(t,\ x_{1},\ x_{2},\cdots ,\ x_{n})\\{\dfrac {dx_{2}}{dt}}=f_{2}(t,\ x_{1},\ x_{2},\cdots ,\ x_{n})\\\vdots \\{\dfrac {dx_{n}}{dt}}=f_{n}(t,\ x_{1},\ x_{2},\cdots ,\ x_{n})\\\end{cases}}}
において、xn+1 := t と置くことで、
{\displaystyle {\begin{cases}{\dfrac {dx_{1}}{dt}}=f_{1}(x_{1},\ x_{2},\cdots ,\ x_{n},\ x_{n+1})\\{\dfrac {dx_{2}}{dt}}=f_{2}(x_{1},\ x_{2},\cdots ,\ x_{n},\ x_{n+1})\\\vdots \\{\dfrac {dx_{n}}{dt}}=f_{n}(x_{1},\ x_{2},\cdots ,\ x_{n},\ x_{n+1})\\{\dfrac {dx_{n+1}}{dt}}=1\\\end{cases}}}
という自励系を得ることができる。独立変数としての t の方を τ と書き換えて、
{\displaystyle {\begin{cases}{\dfrac {d{\boldsymbol {x}}}{d\tau }}=f(t,\ {\boldsymbol {x}})\\{\dfrac {dt}{d\tau }}=1\end{cases}}}
のように表すこともある。
(x1, x2, …, xn) ∈ ℝn の相空間に対して、(x1, x2, …, xn, xn+1) ∈ ℝn × ℝ （あるいは (x1, x2, …, xn, t) ∈ ℝn × ℝ）で張られる 1 次元高い空間を特に拡大相空間と呼ぶ。非自励系をこのように自励系に変換した方が、軌道の時間依存性が無くなり、解の一意性についても見通しが良い。
非自励系は上記のように常に自励系の形に書き換え可能なため、自励系の形の方が一般性が高いといえる。しかし、非自励系には
{\displaystyle {\dfrac {dx_{n+1}}{dt}}=1}
の存在によって
{\displaystyle \left({\dfrac {dx_{1}}{dt}},\ {\dfrac {dx_{2}}{dt}},\cdots ,{\dfrac {dx_{n}}{dt}},\ {\dfrac {dx_{n+1}}{dt}}\right)^{\top }=0}
を満たす平衡点が存在しない。非自励系の軌道は、拡大相空間上で t 軸方向へ常に流れ続ける。このため、自励系と非自励系では解析のアプローチを変える必要がある。